# الصحة النفسية في الصين
تُعد الصحة العقلية في الصين قضيةً متنامية، إذ يقدر الخبراء أن حوالي 173 مليون شخص يعانون من اضطراب عقلي يعيشون في الصين. وبسبب المعايير الاجتماعية الصارمة للصين (ووالصمات اللاحقة)، فضلاً عن المعتقدات الدينية والثقافية المتعلقة بالسمعة الشخصية والوئام الاجتماعي، فإنها تمثل حواجز أمام طالبي العلاج بقدرٍ كبير.

## تاريخ القضية

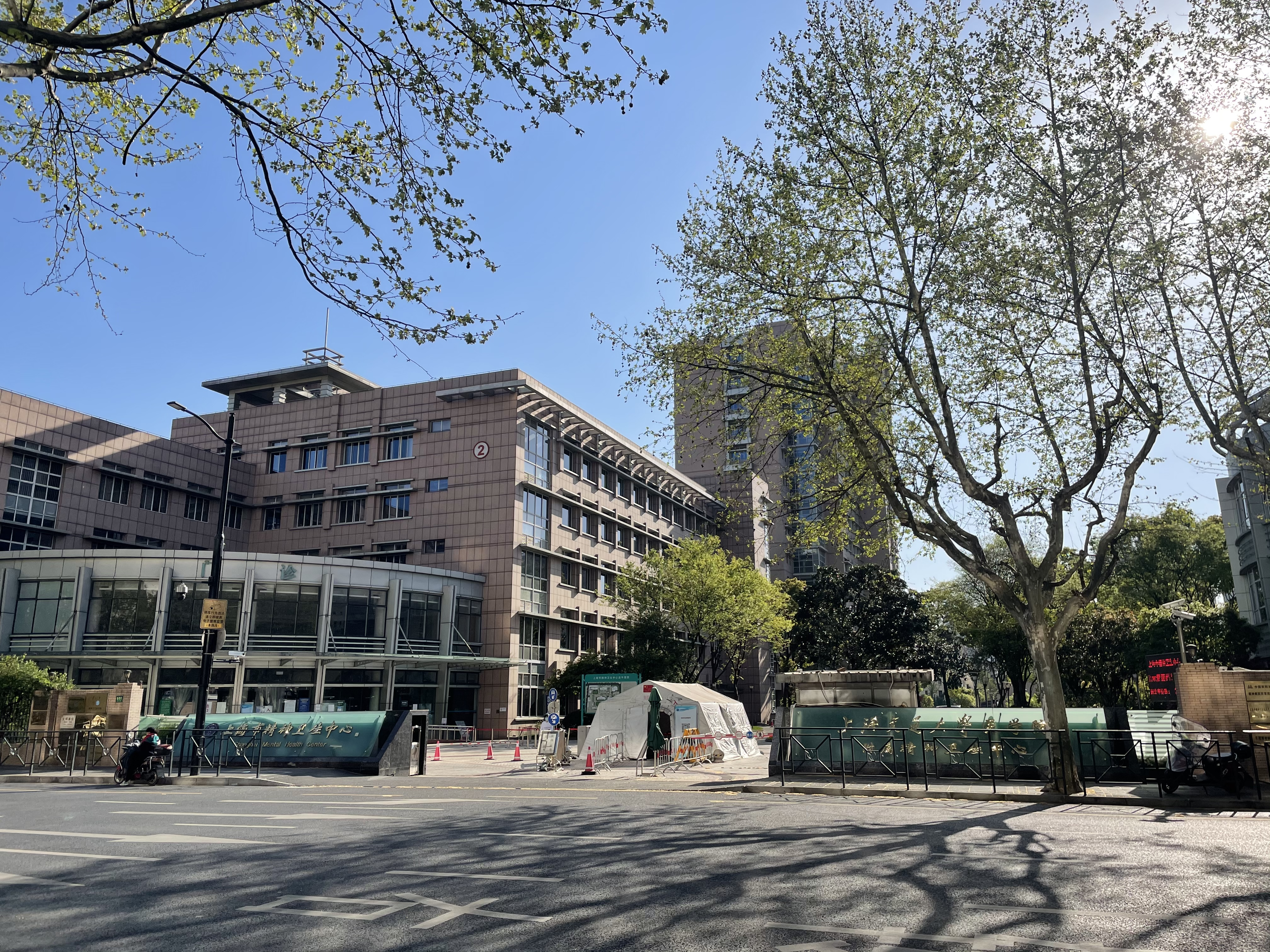
مركز شنغهاي للصحة العقلية

وجدت مؤسسات العلاج العقلي الأولى في الصين قبل عام 1849 بفعل المبشرين الغربيين. وافتتح طبيب الإرسالية جون غلاسغو كير أول مستشفى للأمراض النفسية في عام 1898، بهدف توفير الرعاية للأشخاص الذين يعانون من مشاكل الصحة العقلية، ومعالجتهم بطريقة أكثر إنسانية.
في عام 1949، بدأت الدولة في تطوير مواردها الخاصة بالصحة العقلية من خلال بناء مستشفيات ومرافق للأمراض النفسية لتدريب المتخصصين في مجال الصحة العقلية. ومع ذلك، فقد جرى إيقاف العديد من البرامج المجتمعية خلال الثورة الثقافية.
في اجتماع عقدته الوزارات الصينية بالاشتراك مع منظمة الصحة العالمية في عام 1999، التزمت الحكومة الصينية بوضع خطة عمل للصحة العقلية وقانون وطني للصحة العقلية، من بين تدابير أخرى لتوسيع وتحسين هذه الرعاية. حددت خطة العمل، التي جرى تبنيها في عام 2002، أولويات الصين لسن تشريعات، وتثقيف شعبها حول الأمراض العقلية وموارد الصحة العقلية، وتطوير نظام رعاية مستقر وشامل.
في عام 2000، سُن قانون التعليم والبحث عن الفوارق الصحية للأقليات. وساعد هذا القانون في زيادة الوعي الوطني حول القضايا الصحية من خلال البحث والتثقيف الصحي وجمع البيانات.
في عام 2011، نشرت المؤسسة القانونية لمجلس الدولة الصيني مسودة لقانون جديد للصحة العقلية، يتضمن لوائح جديدة تتعلق بحقوق المرضى في عدم دخول المستشفى رغماً عنهم. كما يعزز مشروع القانون الشفافية في علاج المرضى، حيث كانت العديد من المستشفيات مدفوعة بدوافع مالية وتتجاهل حقوق المرضى.
ينص القانون، الذي جرى تبنيه في عام 2012، على أن الطبيب النفسي المؤهل يجب أن يحدد المرض العقلي؛ أن المرضى يمكنهم اختيار تلقي العلاج في معظم الحالات؛ وأن الأشخاص المعرضين لخطر إيذاء أنفسهم أو الآخرين هم وحدهم المؤهلون لتلقي العلاج الإجباري للمرضى الداخليين. لكن منظمة هيومن رايتس ووتش انتقدت القانون. فعلى سبيل المثال، على الرغم من أنه يمنح بعض الحقوق للمرضى المحتجزين لطلب رأي ثانٍ من أطباء نفسانيين تابعين للدولة ومن ثم طبيب نفسي مستقل، فلا يوجد حق في جلسة استماع قانونية مثل هيئة الصحة العقلية القضائية ولا يوجد ضمان للتمثيل القانوني.
منذ عام 1993، تتعاون منظمة الصحة العالمية مع الصين في تطوير نظام معلومات وطني عن الصحة النفسية.

## الوضع الراهن
على الرغم من استمرار الصين في تطوير خدمات الصحة العقلية، لا يزال لديها عدد كبير من الأشخاص غير المعالجين وغير المشخصين والذين يعانون من أمراض عقلية. قد تلعب الوصمة الشديدة والمرتبطة بالمرض العقلي، ونقص المتخصصين والمتخصصين في الصحة العقلية، والتعبيرات الثقافية الخاصة بالأمراض العقلية دورًا في هذا التفاوت.

### انتشار الاضطرابات النفسية
يقدر الباحثون أن ما يقرب من 173 مليون شخص في الصين يعانون من اضطراب عقلي. أكثر من 90% من المصابين باضطراب عقلي لم يتلقوا العلاج قط. 
يؤدي نقص البيانات الحكومية حول الاضطرابات النفسية إلى صعوبة تقدير مدى انتشار اضطرابات عقلية معينة، حيث لم تُجر الصين مسحًا نفسيًا وطنيًا منذ عام 1993.

تُظهر خريطة معدل السنة الحياتية للإعاقة التأثير غير المتناسب على نوعية حياة الأشخاص المصابين بالاضطراب ثنائي القطب في الصين ودول شرق آسيا الأخرى.

بين عامي 2001 و2005، وجدت دراسة استقصائية غير حكومية شملت 63 ألف بالغ صيني أن 16% من السكان يعانون من اضطراب المزاج، بما في ذلك 6% من الأشخاص المصابين باضطراب اكتئابي كبير. 13% من السكان يعانون من اضطراب القلق و9% يعانون من اضطراب تعاطي الكحول. كانت النساء أكثر عرضة للإصابة باضطراب المزاج أو القلق مقارنة بالرجال، لكن الرجال كانوا أكثر عرضة بشكل ملحوظ للإصابة باضطراب تعاطي الكحول. كان الأشخاص الذين يعيشون في المناطق الريفية أكثر عرضة للإصابة باضطراب اكتئابي أو إدمان على الكحول.
في عام 2007، قدر رئيس المركز الوطني للصحة العقلية في الصين، ليو جين، أن ما يقرب من 50% من حالات دخول المرضى الخارجيين كانت بسبب الاكتئاب.
هناك تأثير غير متناسب على نوعية حياة الأشخاص المصابين بالاضطراب ثنائي القطب في الصين ودول شرق آسيا الأخرى.
كان معدل الانتحار في الصين حوالي 23 لكل 100,000 شخص بين عامي 1995 و1999. منذ ذلك الحين، يُعتقد أن المعدل انخفض إلى ما يقرب من 7 لكل 100,000 شخص وفقًا لبيانات حكومية.
تذكر منظمة الصحة العالمية أن معدل الانتحار يُعتقد أنه أعلى بثلاث إلى أربع مرات في المناطق الريفية منه في المناطق الحضرية. الطريقة الأكثر شيوعًا، وهي التسمم بالمبيدات، مسؤولة عن 62% من الحوادث.

### وصمة العار المتعلقة بالمعتقدات الثقافية والشعبية
وتشير التقديرات إلى أن 18% من سكان الصين، أي حوالي 244 مليون شخص يؤمنون بالبوذية. و22% من السكان، أي ما يقرب من 294 مليون شخص يؤمنون بالديانات الشعبية وهي مجموعة من المعتقدات التي تشترك في خصائص مع الكونفوشيوسية والبوذية والطاوية والشامانية.
المشترك بين كل هذه المعتقدات الفلسفية والدينية هو التركيز على التصرف بانسجام مع الطبيعة والأخلاق القوية والواجب تجاه الأسرة. ويعتقد أتباع هذه الأديان أن السلوك مرتبط ارتباطًا وثيقًا بالصحة؛ غالبًا ما يُعتقد أن الأمراض ناتجة عن الفشل الأخلاقي أو عدم تكريم الأسرة بشكل كافٍ في الحياة الحالية أو الماضية. علاوة على ذلك، قد يثني التركيز على الانسجام الاجتماعي الأشخاص المصابين بمرض عقلي عن لفت الانتباه إلى أنفسهم وطلب المساعدة. قد يرفضون أيضًا التحدث عن مرضهم العقلي بسبب العار الذي قد يجلبه على أنفسهم وأفراد أسرهم، والذين قد يتحملون أيضًا المسؤولية ويعانون من العزلة الاجتماعية.
أيضًا، قد تكون السمعة عاملاً يمنع الأفراد من طلب المساعدة المهنية. السمعة الطيبة ذات قيمة عالية في المنزل الصيني، إذ يتشارك كل فرد في مسؤولية الحفاظ على سمعة الأسرة والارتقاء بها.
من المعتقد أن الصحة النفسية ستعيق الأفراد عن تحقيق المعايير والأهداف - سواء أكانت أكاديمية أو اجتماعية أو قائمة على العمل أو غير ذلك - المتوقعة من الآباء. من دون الوصول إلى التوقعات، من المتوقع أن يجلب الأفراد العار إلى الأسرة، مما سيؤثر على سمعة الأسرة بشكل عام. لذلك، يُنظر إلى مشاكل الصحة العقلية على أنها ضعف غير مقبول. هذا التصور لاضطرابات الصحة العقلية يدفع الأفراد إلى استيعاب مشاكل صحتهم العقلية، وربما تفاقمها، ويجعل من الصعب التماس العلاج. في النهاية، يتم تجاهله وإغفاله من قبل العائلات.
بالإضافة إلى ذلك، فإن العديد من هذه الفلسفات تعلم أتباعها قبول مصير المرء. وبالتالي، قد يكون الأشخاص الذين يعانون من اضطرابات عقلية أقل ميلًا لطلب العلاج الطبي لأنهم يعتقدون أنه لا ينبغي عليهم محاولة منع أي أعراض قد تظهر. قد يكونون أيضًا أقل عرضة للتشكيك في الصور النمطية المرتبطة بالأشخاص المصابين بمرض عقلي، وبدلاً من ذلك يتفقون مع الآخرين على أنهم يستحقون النبذ.

### نقص الكادر المؤهل
يوجد في الصين 17000 طبيب نفسي معتمد، وهو ما يمثل 10% من مثيله في البلدان المتقدمة الأخرى للفرد. يبلغ متوسط عدد علماء النفس في الصين واحدًا لكل 83,000 شخص، وبعض هؤلاء الأخصائيين النفسيين ليسوا حاصلين على ترخيص من مجلس الإدارة أو معتمدين لتشخيص الأمراض. يمكن للأفراد الذين ليس لديهم أي خلفية أكاديمية في مجال الصحة العقلية الحصول على ترخيص لتقديم المشورة بعد عدة أشهر من التدريب من خلال الامتحان الوطني للمستشارين النفسيين. ويدرس العديد من الأطباء النفسيين أو علماء النفس علم النفس للاستخدام الشخصي ولا ينوون ممارسة مهنة في مجال الاستشارة.
من المرجح أن يغادر المرضى العيادات بتشخيصات خاطئة، وغالبًا لا يعودون للعلاجات اللاحقة، مما يضر بالطبيعة التنكسية للعديد من الاضطرابات النفسية.
يساهم التفاوت بين خدمات الطب النفسي المتاحة بين المناطق الريفية والحضرية جزئيًا في هذه الإحصائية، حيث اعتمدت المناطق الريفية تقليديًا على الأطباء الحفاة منذ السبعينيات للحصول على المشورة الطبية. هؤلاء الأطباء هم أحد الأساليب القليلة للرعاية الصحية القادرة على الوصول إلى الأجزاء المعزولة من المناطق الريفية في الصين، وهم غير قادرين على الحصول على المعدات الطبية الحديثة، وبالتالي غير قادرين على تشخيص الأمراض النفسية بشكل موثوق. علاوة على ذلك، قد تكون أقرب عيادة نفسية على بعد مئات الكيلومترات، وقد لا تتمكن العائلات من تحمل تكاليف العلاج النفسي المهني للمصابين.

### الأعراض الجسدية
وجدت دراسات متعددة أن المرضى الصينيين المصابين بمرض عقلي يبلغون عن أعراض جسدية أكثر مقارنة بالمرضى الغربيين، الذين يميلون إلى الإبلاغ عن المزيد من الأعراض النفسية. على سبيل المثال، المرضى الصينيون المصابون بالاكتئاب هم أكثر عرضة للإبلاغ عن مشاعر التعب وآلام العضلات بدلاً من الشعور بالاكتئاب. ومع ذلك، ليس من الواضح ما إذا كان هذا يحدث لأنهم يشعرون براحة أكبر في الإبلاغ عن الأعراض الجسدية أو إذا ظهر الاكتئاب بطريقة جسدية أكثر بين الصينيين.

### سوء الاستخدام
وفقًا لعلماء مختلفين، فقد جرى التلاعب بمرافق الطب النفسي في الصين من قبل المسؤولين الحكوميين من أجل إسكات المعارضين السياسيين. بالإضافة إلى سوء الاستخدام من قبل مرافق الطب النفسي الحكومية في الصين، إذ يساء استخدام الأفراد الأقوياء أيضًا من قبل الأفراد ذوي النفوذ الذين يستخدمون النظام لتعزيز أهدافهم الشخصية أو التجارية. ويفتقر النظام القانوني الصيني إلى وسائل فعالة للطعن في الاعتقالات غير الطوعية في مرافق الطب النفسي.

## الصحة العقلية العسكرية الصينية

### نظرة عامة
أصبحت الصحة النفسية العسكرية مؤخرًا مجالًا للتركيز والتحسين، لا سيما في الدول الغربية. على سبيل المثال، في الولايات المتحدة، تشير التقديرات إلى أن حوالي خمسة وعشرين بالمائة من الأفراد العسكريين النشطين يعانون من مشكلة في الصحة العقلية، مثل اضطراب ما بعد الصدمة، وإصابات الدماغ الرضحية، والاكتئاب. في الوقت الحالي، لا توجد مبادرات واضحة من الحكومة بشأن علاج الصحة العقلية للأفراد العسكريين في الصين. على وجه التحديد، كانت الصين تستثمر في الموارد من أجل البحث وفهم كيفية احتياجات الصحة العقلية لأفراد الجيش ووضع سياسات لتعزيز نتائج البحث.

### خلفية
بدأ البحث عن حالة الصحة العقلية للرجال العسكريين الصينيين النشطين في الثمانينيات حيث حقق علماء النفس في تجارب الجنود في الهضاب. يمكن ملاحظة تغيير التركيز من الصحة البدنية إلى الصحة العقلية في أربع مجلات أكاديمية عسكرية مهيمنة في الصين: المجلة العسكرية الأولى، والمجلة العسكرية الثانية، والمجلة العسكرية الثالثة، والمجلة العسكرية الرابعة. في الثمانينيات، ركز الباحثون في الغالب على الصحة الجسدية للجنود. مع انخفاض قدرة القوات على أداء خدماتها، بدأت الحكومة في النظر إلى صحتهم العقلية لتقديم تفسير لهذا الاتجاه. في التسعينيات، زادت الأبحاث حولها على أمل أنه من خلال تحسين الصحة العقلية للجنود، تتحسن الفعالية القتالية.
يمكن أن تؤثر مشكلة الصحة العقلية على فعالية الأفراد العسكريين النشطين في الجيش، ويمكن أن تحدث آثارًا دائمة عليهم بعد تركهم للجيش. كانت الهضاب مجال اهتمام بهذا المعنى بسبب الظروف البيئية القاسية وضرورة العمل المنجز مع ضغط جوي منخفض وأشعة فوق البنفسجية شديدة. كان من الضروري وضع الجيش هناك لتحقيق الاستقرار في الضواحي وحماية المواطنين الصينيين الذين يعيشون في الجوار؛ وهو ما جعلها من أهم الوظائف في الجيش، ثم زاد الضغط على من عمل في الهضاب. لم يقتصر تأثيره على الجسم جسديًا، كما هو الحال في الشرايين والرئتين والظهر، ولكنه تسبب في مستويات عالية من الاكتئاب لدى الجنود بسبب ابتعادهم عن أفراد الأسرة وبسبب محدودية وسائل الاتصال. وجد العلماء أن هذا قد يؤثر على حياتهم لأنهم رأوا أن هذه الفئة السكانية لديها معدلات أعلى من الطلاق والبطالة.
نسبيًا، تقييم حالة الصحة العقلية لجيش التحرير الشعبي الصيني أمر صعب، لأن أفراد الجيش يقومون بمجموعة متنوعة من الواجبات على مساحة كبيرة. يلعب الأعضاء العسكريون أيضًا دورًا نشطًا في الإغاثة من الكوارث، وحفظ السلام في الأراضي الأجنبية، وحماية الحدود، ومكافحة الشغب الداخلي. في دراسة أجريت على 11 ألف جندي، وجد الباحثون أن أولئك الذين يعملون في قوات حفظ السلام يعانون من مستويات اكتئاب أعلى مقارنة بمن يعملون في أقسام الهندسة والطب. مع هذه الأدوار العسكرية المتنوعة على مساحة 8.4 مليون كيلومتر مربع (3.25 مليون ميل مربع)، من الصعب قياس تأثيرها على نفسية الجنود وتوفير طريقة واحدة لمعالجة مشاكل الصحة العقلية.
زادت الأبحاث على مدى العقدين الماضيين، لكن الدراسات لا تزال تفتقر إلى الشعور بالشمولية والموثوقية. في أكثر من 73 دراسة شملت مجتمعة 53,424 فردًا عسكريًا، أظهرت بعض الأبحاث أن هناك تحسنًا تدريجيًا في الصحة العقلية على ارتفاعات عالية، مثل قمم الجبال؛ وجد باحثون آخرون أن أعراض الاكتئاب يمكن أن تتفاقم. توضح هذه الدراسات البحثية مدى صعوبة تقييم وعلاج المرض النفسي الذي يحدث في الجيش وكيف توجد نتائج غير متسقة. تركز الدراسات الخاصة بالسكان العسكريين على رجال الجيش وتستبعد النساء، على الرغم من زيادة عدد النساء الملتحقات بالجيش في العقدين الماضيين.
يحاول الباحثون الصينيون تقديم حلول وقائية وتفاعلية، مثل تنفيذ التدريب المبكر على الصحة العقلية، أو تقييمات الصحة العقلية لمساعدة أفراد الخدمة على فهم حالة صحتهم العقلية، وكيفية محاربة هذه المشاعر بأنفسهم. يقترح الباحثون أيضًا تحسين الصحة العقلية للعسكريين، ويجب أن تشمل البرامج التثقيف النفسي والتدريب النفسي والاهتمام بالصحة البدنية لتوظيف التدخل في الوقت المناسب.

### التطبيق
في عام 2006، بدأ وزير الدفاع الوطني للجمهورية الشعبية فحص الصحة العقلية في بداية عملية التجنيد العسكري. وجدت دراسة عسكرية صينية تتكون من 2500 فرد عسكري أن بعض الأعضاء أكثر عرضة للإصابة بالأمراض العقلية. قامت الدراسة بقياس مستويات السلوكيات المقلقة، وأعراض الاكتئاب، والحساسية للأحداث الصادمة، والمرونة والذكاء العاطفي للموظفين الحاليين للمساعدة في فحص المجندين الجدد. تم إجراء بحث مماثل في العوامل الخارجية التي تؤثر على الثبات العقلي للشخص، بما في ذلك حالة الطفل الوحيد، والبيئة الحضرية أو الريفية، والمستوى التعليمي. بعد ذلك، أدرجت الحكومة تقنيات التعامل مع الأمراض العقلية في دليل التدريب الخاص بها. في عام 2013، تسرب من مركز التبت لحقوق الإنسان لجزء صغير من دليل تدريب جيش التحرير الشعبي لعام 2008، يتعلق تحديدًا بكيفية تمكن الأفراد العسكريين من مكافحة اضطراب ما بعد الصدمة والاكتئاب أثناء وجودهم في مهام حفظ السلام في التبت. اقترح الدليل أن على الجنود:
"... أغلقوا عيونهم وتخيلوا تكبير المشهد مثل الكاميرا [عند تجربة اضطراب ما بعد الصدمة. قد تشعر بعدم الارتياح. ثم قم بالتكبير حتى لا ترى أي شيء. ثم أخبر نفسك أن الرجعة إلى الماضي قد انتهى ".
في عام 2012، تناولت الحكومة الصحة العقلية العسكرية على وجه التحديد في وثيقة قانونية لأول مرة. في المادة 84 من قانون الصحة العقلية لجمهورية الصين الشعبية، نصت على أن " مجلس الدولة واللجنة العسكرية المركزية سيصوغان لوائح تستند إلى هذا القانون لإدارة أعمال الصحة العقلية في الجيش. "
إلى جانب الفحص والتقييمات ومقتطفات من الدليل، لا يُعرف الكثير عن الخدمات المقدمة للعسكريين النشطين والمحاربين القدامى. علاوة على ذلك، أظهر تحليل أكثر من 45 دراسة مختلفة أن مستوى القلق لدى الأفراد العسكريين الحاليين والسابقين قد ارتفع على الرغم من جهود الجمهورية الشعبية بسبب الظروف الاقتصادية، وانعدام الروابط الاجتماعية والشعور بالتهديد على سبل العيش العسكرية. تجلى هذا القلق المتزايد في كل من عامي 2016 و2018، حيث أظهر قدامى المحاربين الصينيين رضاهم عن النظام من خلال الاحتجاجات في جميع أنحاء الصين. في كلتا الحالتين، دعا قدامى المحاربين إلى زيادة التركيز على مزايا ما بعد الخدمة، والموارد للمساعدة في وظائف ما بعد الخدمة، والعدالة لأولئك الذين عوملوا معاملة سيئة من قبل الحكومة. كوسيلة لمكافحة استياء قدامى المحاربين وتخفيف التوتر المتزايد، أنشأت الحكومة وزارة شؤون المحاربين القدامى في عام 2018. في الوقت نفسه، وعد الأمين العام للحزب الشيوعي الصيني شي جين بينغ بسن قوانين تحمي رفاهية المحاربين القدامى.

## انظر ايضًا
- الصحة النفسية في فلسطين
- الجمعية الصينية للطب النفسي
- اكتئاب الشيخوخة في الصين
- الصحة النفسية العالمية
- الصحة النفسية في الشرق الأوسط
- الصحة النفسية في جنوب شرق إفريقيا